# Carlo Sismonda
Carlo Sismonda (Racconigi, 28 agosto 1929 – Cuneo, 31 agosto 2011) è stato un pittore, compositore e musicista italiano.

## Biografia
Nato da famiglia di umili condizioni, fin da giovanissimo (1936) si è dedicato al disegno ed allo studio della musica. Alla ricerca di una propria espressività artistica passa dalla pittura classica ai macchiaioli, dal divisionismo, all'impressionismo, dal fauvismo alla pittura astratta (per un breve periodo), per dedicarsi all'espressionismo.
Negli anni 1947-1957 ha partecipato alla vita artistica torinese e in quel periodo l'opera di Carlo Carrà diventa il centro della sua riflessione sull'arte contemporanea. Dal 1957 al 1960 ha trascorso alcuni soggiorni a Parigi ed in Costa Azzurra per un più diretto contatto con le opere dei grandi mastri del passato e dei grandi post impressionisti contemporanei, da Paul Cézanne a Matisse. In quel periodo ha riflettuto soprattutto sull'opera di Van Gogh.
Diventano noto al pubblico ed alla critica ha esposto più volte in Italia, Germania, Francia, Paesi Bassi, Inghilterra, Austria, Svizzera, Canada, Stati Uniti e Giappone.
Nel dicembre 2010 il Presidente della Repubblica Giorgio Napolitano gli decreta la concessione, con decorrenza 8/11/2010, di un assegno straordinario vitalizio (Legge Bacchelli).
L'archivio dell'artista è conservato presso il Municipio di Racconigi e di Torre San Giorgio.

## Opere pittoriche

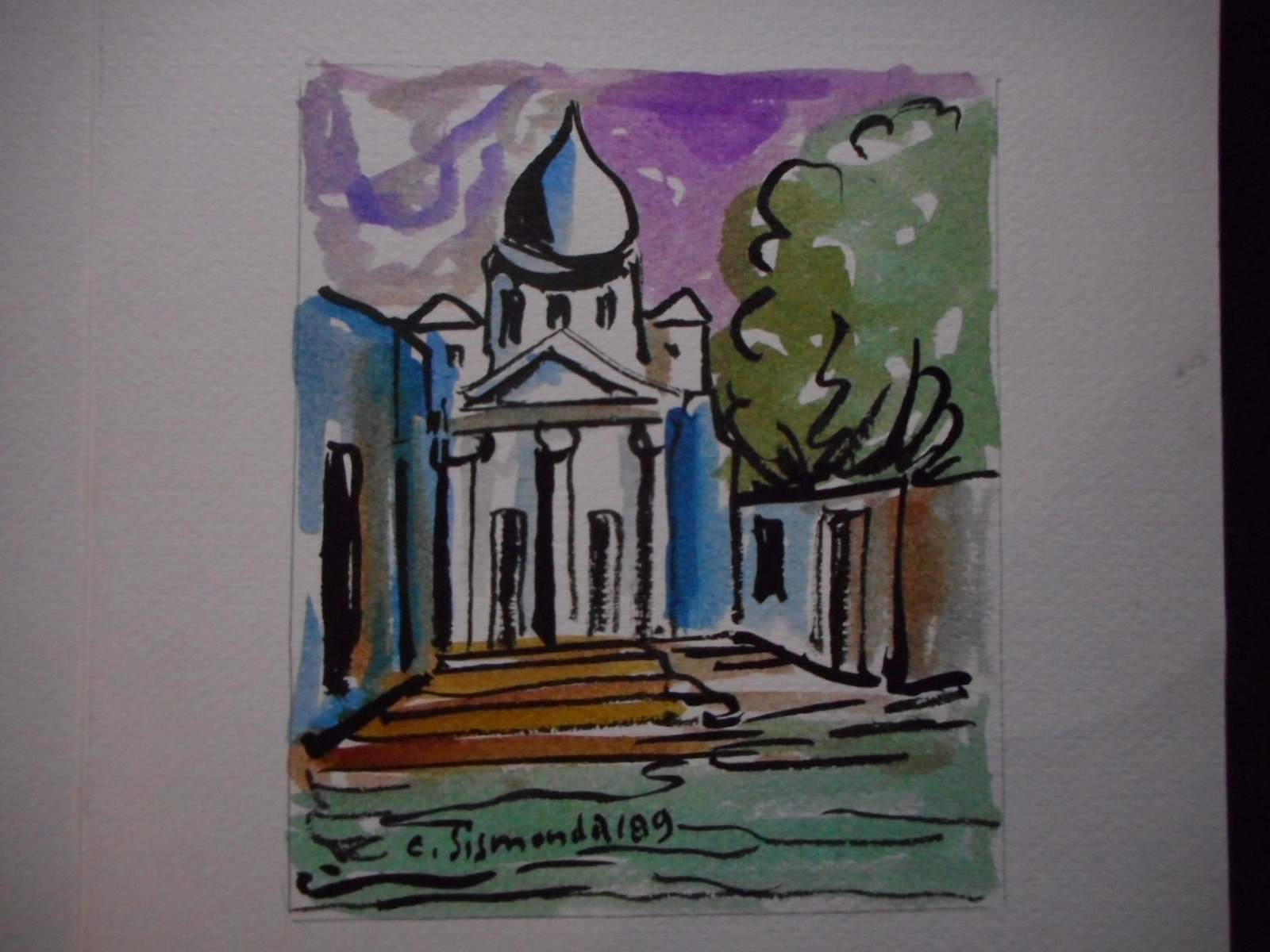
Acquarello, Paesaggio, in onore ad una gara di bocce 24/6/1989

Numerose sue opere sono presenti in Musei e in collezioni, private e pubbliche, in Europa, America e Asia. Tra i suoi più importanti impegni artistici vanno ricordati:
- Il Vangelo (1975-1978), ciclo di venti grandi tavole sul grande tema che sono state donate alla chiesa delle Vallette di Torino
- Via Crucis di Gesù (1999), ciclo di quindici grandi tavole sul tema della passione e morte di Gesù

## Attività musicale
Non meno significativa è stata la sua attività musicale. È stato infatti autore di numerose composizioni sinfoniche e da camera, alcune delle quali trasmesse anche dalla RAI.
Ha composto la colonna sonora del film La lunga corda, di Pier Luigi Mina, presentato dalla Rai alla Rassegna Internazionale del Cinema Televisivo (Prix Italia) tenutasi a Venezia nel 1977.

## Bibliografia

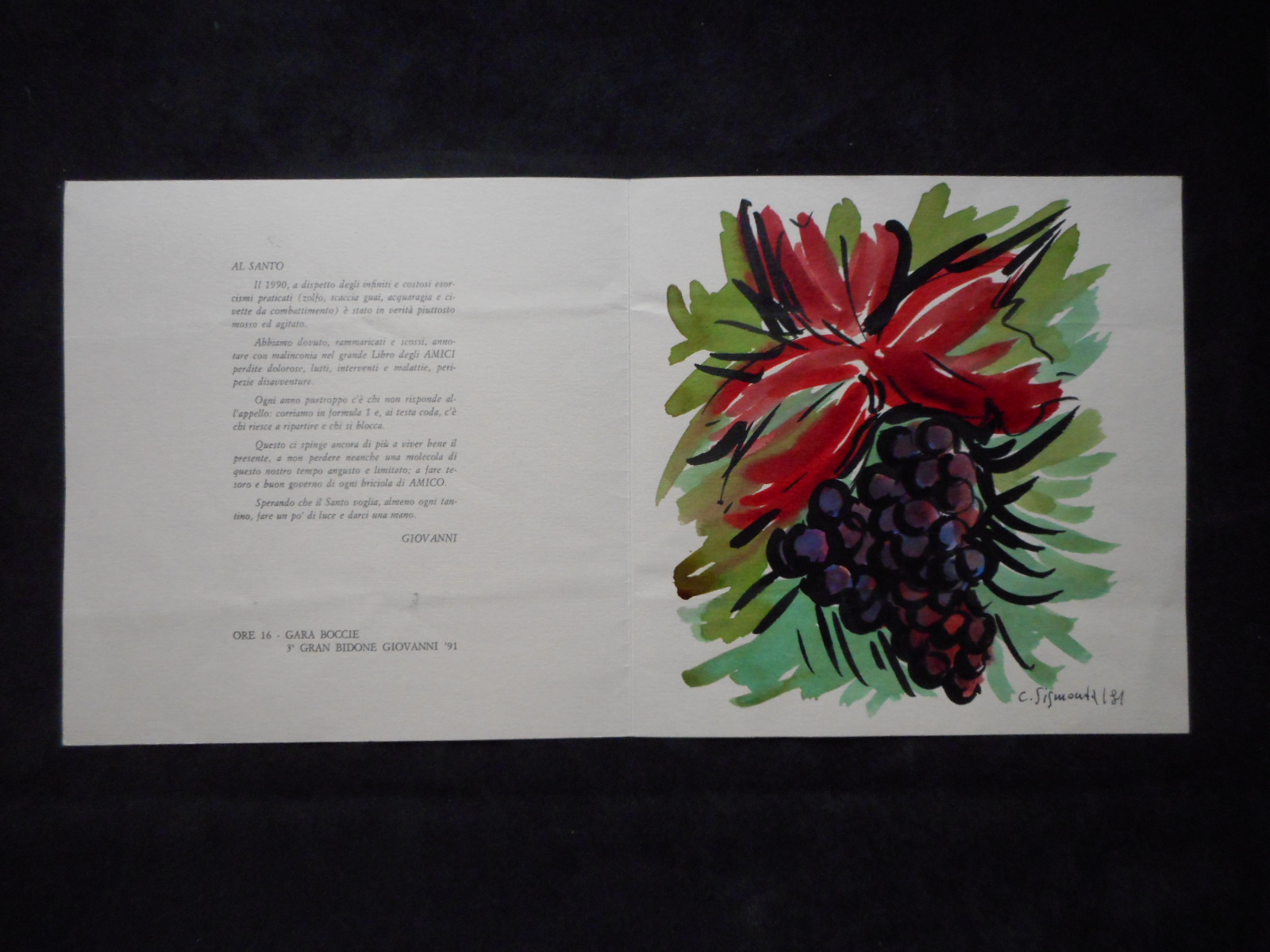
Acquarello, Grappolo d'uva, in onore ad una gara di bocce 1991